# Karl Kesel
Pour les articles homonymes, voir Kesel.
Karl Kesel, né le 7 janvier 1959 à Victor, est un auteur de comics américain.

## Œuvre
- Avengers Extra, Panini Comics

6. Captain America : Patriote, scénario de Kathryn Immonen et Karl Kesel, dessins de Ramón K. Pérez et Mitch Breitweiser, 2013  (ISBN 978-2-8094-3244-2)
- Dark Reign, Panini Comics, collection Marvel Comics

11. Frères de sang, scénario de Jonathan Hickman, Rick Remender, Brian Michael Bendis et Karl Kesel, dessins de Mike Mayhew, Alessandro Vitti, Mahmud A. Asrar et Mike Deodato Jr., 2010  (ISBN 978-2-8094-1637-4)
- JLA, Semic, collection Semic Books

4. Extinction, scénario de Karl Kesel, dessins de Stuart Immonen, 2005  (ISBN 2-84857-117-9)
- Marvel Apes Prime Eight, scénario de Karl Kesel, dessins de Todd Nauck, Marvel France

1. Volume 1, 2009
2. Volume 2, 2009
3. Volume 3, 2009

- La Mort de Superman, Urban Comics, collection DC Essentiels

1. Un monde sans Superman, scénario de Karl Kesel, Louise Simonson, William Messner-Loebs, Roger Stern et Jerry Ordway, dessins de Curt Swan, Tom Grummett, Jackson Guice, Walter Simonson, Jon Bogdanove, Trevor Scott, Butch Guice, Dan Jurgens et Denis Rodier, 2013  (ISBN 978-2-365-77286-0)

- Superman Hors série, Semic

3. Savage Dragon, scénario de Karl Kesel, dessins de Jon Bogdanove, 2001
- X-Men, Marvel France, collection Marvel Comics

74. L'Enfer, scénario d'Igor Kordey, Karl Kesel, David Tischman et Grant Morrison, dessins d'Igor Kordey, James Fry et Frank Quitely, 2003